# Montserrat Corretger Sàez
Montserrat Corretger Sàez (Reus, Baix Camp, 1950) és una historiadora de la literatura, escriptora i professora universitària catalana.
És historiadora de la literatura i doctora en filologia catalana, i ha estat professora de literatura catalana a la Universitat Rovira i Virgili. Responsable de la col·lecció «Rem» de l'editorial Columna (1994-97) i de la Revista del Centre de Lectura de Reus entre els anys 2001 i 2003.
Va fer la seva tesi doctoral sobre Alfons Maseras, un autor al que ha dedicat diversos articles i estudis, i del que va editar la novel·la Ildaribal l'any 1994. El 1995 va publicar Alfons Maseras: intel·lectual d'acció i literat: biografia, obra periodística, traduccions, i el 1996 L'Obra narrativa d'Alfons Maseras, i també va editar la Vida de Narcís Oller, escrita per Alfons Maseras. El 1998 publica La Terra del llamp: paisatges i gent de Reus i el Baix Camp. L'any 1999 va col·laborar en l'edició de l'obra literària de Rovira i Virgili Siluetes de catalans. Segles XIX i XX, i el 2000 en Teatre de la natura: Teatre de la ciutat. Va dur a terme un estudi sobre els escriptors exiliats de la Guerra Civil Espanyola, i va publicar epistolaris entre Salvat-Papasseit i Maseras. També ha treballat en estudis sobre Pere Calders, Massimo Bontempelli, Joaquim Maria Bartrina, Joan Alcover, Joan Estelrich, Rovira i Virgili, Jaume Vidal Alcover, Josep Maria Prous i Vila, Narcís Comadira, Gabriel Ferrater i Domènec Guansé, entre d'altres.
L'any 2009 va editar Rurals i urbanes, de Narcís Oller, i el 2012 Mitologia, simbologia i literatura (1890-1939), conjuntament amb Magí Sunyer.
A l'inici de 2023 va publicar la novel·la La pensió d'alemanys, una obra situada a Reus entre els anys 1920 i 1939, on fa un retrat de la societat reusenca a través de la visió d'una colla de traductors alemanys i suïssos que treballen a les empreses del Reus d’entreguerres. Li serveix a l'autora per parlar de la vida cultural reusenca en un context on es barreja la puixança econòmica de la ciutat i els estralls de la guerra civil. Amb aquest llibre va guanyar el premi Temerari concedit per la llibreria La Temerària de Terrassa.

## Publicacions[7]
- Alfons Maseras: intel·lectual d'acció i literat (Biografia. Obra periodística. Traduccions). Barcelona: Curial: Publicacions de l'Abadia de Montserrat, 1995. ISBN 8478266593
- L'obra narrativa d'Alfons Maseras. Barcelona: Curial etc., 1996. ISBN 8478267654
- La terra del llamp. Paisatges i gent de Reus i el Baix Camp. Barcelona: La Magrana, 1998. ISBN 8482640836
- Ferran de Querol i de Bofarull i Torredembarra. Torredembarra: Patronat Municipal de Cultura, 2006.
- Domènec Guansé, crític i novel·lista, entre l'exili i el retorn. Barcelona: Abadia de Montserrat, 2011. ISBN 9788498834369
- Al marge, escriptors catalans del segle XIX . Benicarló: Onada, 2012.ISBN 9788415221616
- La pensió d'alemanys. Catarroja: Afers, 2023. ISBN 9788418618482